# Friedrich Lieboldt
Friedrich Lieboldt, vollständig Paul Friedrich Arnold Lieboldt (* 14. Juli 1806 in Lübeck; † 28. Januar 1878 ebenda) war ein deutscher Mediziner und Badearzt in Travemünde.

## Leben
Er studierte an der Universität Göttingen und wurde hier am 4. Juni 1829 mit einer preisgekrönten Dissertation über die Eustachi-Röhre zum Dr. med. promoviert. Anschließend kam er nach Lübeck zurück und wurde als Nachfolger von Heinrich Wilhelm Danzmann Badearzt in Travemünde. In mehreren Schriften propagierte er die Heilkräfte des Meerwassers (1837) und die Seebadeanstalt Travemünde.

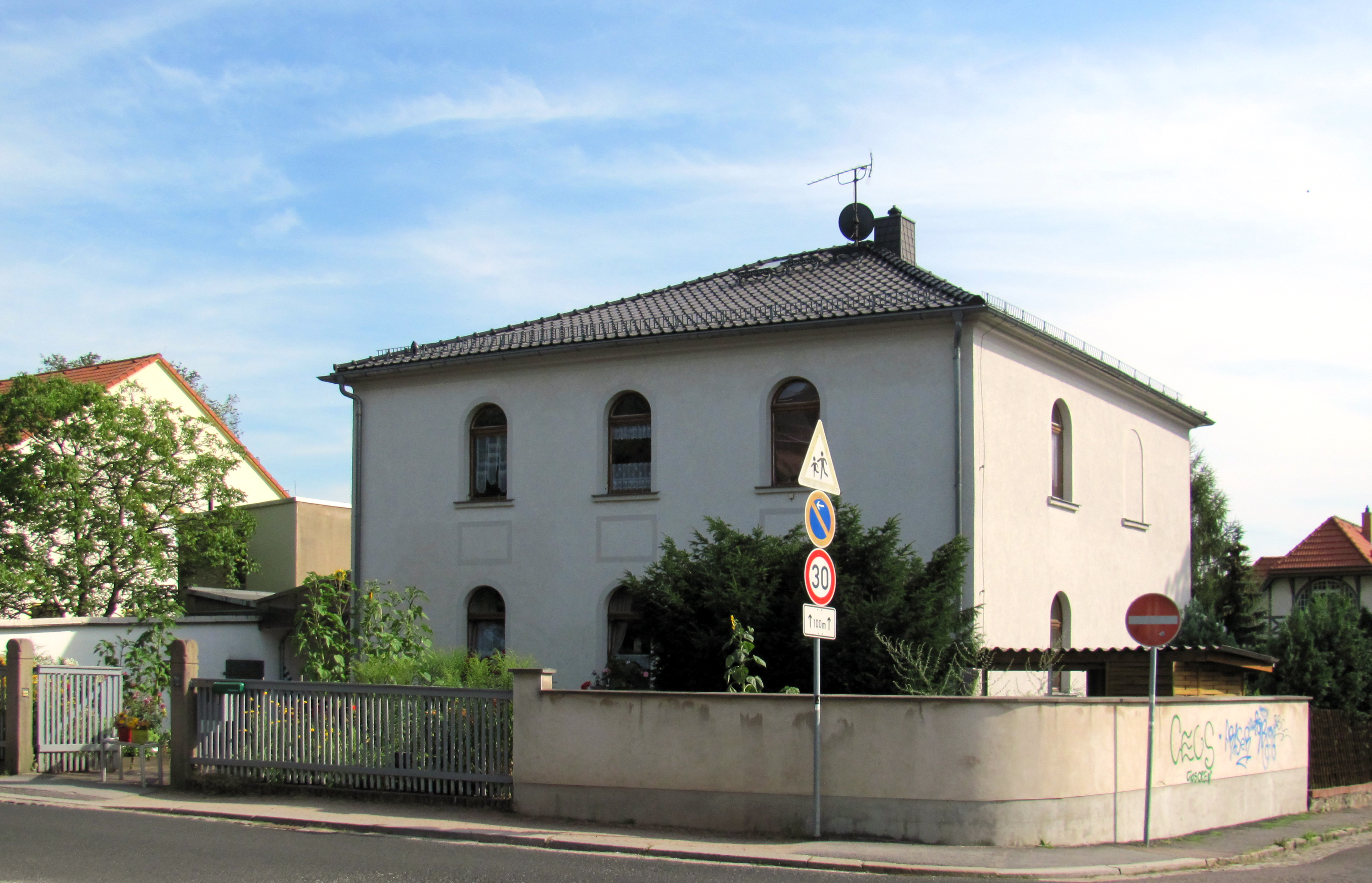
Niederlößnitz, Borstraße 35

Durch seine badeärztliche Tätigkeit erwarb er einen gewissen Wohlstand und konnte die Villa Emilia in Niederlößnitz (Radebeul) erwerben. 1857 wurde er in die Naturwissenschaftliche Gesellschaft ISIS Dresden aufgenommen.
Er war verheiratet mit Elisabeth Margaretha, geb. Haase (* 14. Juni 1816 in Lübeck; † 6. Juni 1877 in Travemünde). Das Paar hatte zwei Töchter und zwei Söhne, von denen der älteste, Johannes Christian August Lieboldt (* 1. Mai 1836 in Travemünde), später Pastor in Altona wurde.

## Werke
- Commentatio de usu tubae Eustachianae ex anatome tam humana quam comparata et phoenomenis pathologicis illustrata. Göttingen 1829 (Diss.)

Digitalisat, Bayerische Staatsbibliothek
- Die Heilkräfte des Meerwassers: zur Belehrung für Gebildete, mit besonderer Berücksichtigung der Seebadeanstalt bei Travemünde. Lübeck: Rohden 1837
- Travemünde und die Seebade-Anstalt daselbst topographisch und geschichtlich dargestellt. Lübeck: Rohden 1841

Digitalisat, Bayerische Staatsbibliothek